# Seznam písní Michala Horáčka
Toto je seznam písní ke kterým napsal text textař, producent a novinář Michal Horáček.

## Seznam
Poznámky
píseň – interpret (h – autor hudby: nebo textu původní písně)
(h: ...) – doposud nezjištěný autor hudby

## A
- Afrodita - Václav Neckář - (h: Jan Neckář) [1]
- Až povezou mě na lafetě - Richard Müller

## B
- Baroko - Richard Müller, Anna K, Ivan Tásler, ... - (h: Ivan Tásler)
- Bellissima - Hana Robinson a Richard Krajčo - (h: Hana Robinson)
- Benefice černých koní - Michael Kocáb - (t: Michal Horáček)
- Berná mince - Hana Hegerová - (h: Petr Hapka) [2]
- Bludiště dní - Pražský výběr - (h: Michael Kocáb, Vilém Čok)
- Bourá se dům - Hana Zagorová - (h: Jan Neckář)
- Bude mi lehká zem - Petr Hapka a Jana Kirschner - (h: Petr Hapka)
- Buřty, pivo, nenávist - Petr Hapka - (h: Petr Hapka)

## C
- Celý svět se mnou je tu - Václav Neckář - (h: Jan Neckář)
- Cesty tam a cesty zpátky zápasí - Václav Neckář - (h: Jan Neckář)
- Citová investice - Daniel Landa - (h: Petr Hapka)

## Č
- Člověk je rodem tanečník - Csongor Kassai - (h: Petr Hapka)

## D
- Dívám se, dívám - Petr Hapka a Lucie Bílá
- Díkůvzdání - Daniel Landa - (h: Petr Hapka)
- Denim blue - Hana Hegerová - (h: Petr Hapka)
- Deset spravedlivých - Jan Spálený & Szidi Tobias
- Dnes nejsem doma - Hana Zagorová - (h: Jan Rotter)
- Doktore, souží mě starost - Věra Nerušilová
- Drápkem se zachytím - Hana Zagorová - (h: Ota Petřina)
- Duch versus Lapiduch - Richard Müller

## E
- Ésik az esö, csendesen - Szidi Tobias - (h: Milan Vyskočko Vyskočáni)

## F
- Flétnu do žita - Richard Müller, David Koller, Robert Kodym

## G
- Gabriel - Hana Hegerová - (h: Petr Hapka)

## H
- Havrani na sněhu - Ondřej Ruml - (h: Petr Hapka)
- Hladiny - Karel Dobrý - (h: Petr Hapka)
- Hlava kance - František Segrado - (h: Petr Hapka) [3]

## Ch
- Chrlič - Pražský výběr - (h: Michael Kocáb)
- Chvíli jsem balónem - Hana Zagorová - (h: Karel Vágner)

## I
- Individualita - (h: Petr Hapka)

## J
- Jak dlouho ještě budem zrát - Václav Neckář - (h: Jan Neckář)
- Jak ten chlap se na mě divá - Lenka Nová a Naďa Válová - (Paolo Conte/Paolo Conte, Michal Horáček)
- Jen tys nic neslyšela - Jan Spálený)
- Jinde - Hana Hegerová - (h: Petr Hapka)

## K
- Kdo by se díval nazpátek ? - Hana Hegerová - (h: Petr Hapka) [4]
- Když přijede Kocábinka - Pražský výběr - (h: Michael Kocáb)
- Kirké - Szidi Tobias
- Kocour se schoulil na tvůj klín - Petr Hapka - (t: Michal Horáček)
- Kolotoč - Hana Hegerová - (t: Petr Hapka)
- Králíček Azurit - Daniel Landa & Aťka Janoušková
- Kurt Vonnegut - Richard Müller
- Křížaly, housle a půlměsíc - Helena Vondráčková - (h: Hellmut Sickel)

## L
- Levandulová - Hana Hegerová a Petr Hapka - (h: Petr Hapka)

## M
- Milostný dopis Haně Z. - Hana Zagorová a Richard Müller - (h: Petr Hapka)
- Mohlo by tu být i líp - Petr Hapka - (h: Petr Hapka)
- Můj Bože, to je krásný den - Lucia Šoralová, Vojtěch Dyk - (h: Petr Hapka)

## N
- Na hotelu v Olomouci - Szidi Tobias - (h: Petr Hapka)
- Něco hezkého - František Segrado
- Nemůžeš usnout III. - Petr Hapka - (h: Petr Hapka)
- Neodolatelná - Jaromír Nohavica - (h: Petr Hapka) [5]
- Nina Ricci - Richard Müller - (h: Ivan Tásler)

## O
- Okna dokořán - Lucie Bílá
- Obchodníci s deštěm - Jarda Svoboda - (h: Jarda Svoboda)
- Ohrožený druh - Věra Nerušilová - (h: Jarda Svoboda)
- Otevřete okno, aby duše mohla ven - Daniel Landa - (h: Petr Hapka)

## P
- Parník se potápí, kapela hraje - Jarda Traband Svoboda - (h: Jarda Svoboda)
- Pátek podvečer - Jarda Svoboda - (h: Jarda Svoboda)
- Pán výtahů - Pražský výběr - (h: Michael Kocáb, Michal Pavlíček)
- Pes jitrničku sežral - J. Svoboda, Jan Spálený, František Segrado
- Píšu vám, pane, v rozpacích - Hana Hegerová
- Pláž a horký písek - Helena Vondráčková - (h: Hellmut Sickel)
- Pod plynárnou - Richard Müller
- Posel dobrých zpráv - Karel Gott - (h: Michal David) [6]
- Potměšilý host - Hana Hegerová - (h: Petr Hapka) [7]
- Praha - František Segrado
- První noc v novém bytě - Jaromír Nohavica & Jana Kirschner - (h: Petr Hapka)
- Proto dám vodu svým květinám - Helena Vondráčková - (h: Jiří Zmožek)
- Přišlo mi to vhod - Jana Lota a Richard Krajčo - (h: Jiří Zmožek)
- Ptákoviny - Ondřej Brzobohatý, Vojtěch Dyk, Jan Maxián a Ondřej Ruml - (h: Nightwork)

## R
- Rána jasných dnů - Helena Vondráčková - (h: Jiří Zmožek)
- Rozeznávám - Richard Müller - (h: Petr Hapka)
- Runway tu zůstává - Helena Vondráčková - (h: Jan Neckář)

## S
- S cizí ženou v cizím pokoji - Michael Kocáb - (h: Petr Hapka)
- Sebastián - Pražský výběr - (h: Michael Kocáb)
- Skandál - Helena Vondráčková - (h: Jiří Vondráček)
- S loudilem v patách - Hana Zagorová - (h: Pavel Krejča)
- Smích z vedlejšího pokoje - Jan Sklenář - (h: Petr Hapka)
- Sněžná sova - Jana Kirschner - (h: Petr Hapka)
- Sněžný muž Yetti - Ivana Chýlková
- Sny spravedlivých - Pražský výběr - (h: Michael Kocáb)
- Se třemi slepci v bufetu - Magdalena Kožená
- Soda okolností - Martin Pošta
- S poduškou Řípu pod hlavou - Magdalena Kožená
- Srdce jako kníže Rohan - Richard Müller  - (h: Ivan Tásler)
- Srážka s láskou - Hana Zagorová - (h: Jan Rotter)
- Stane se, že - Richard Müller, Iva Bittová
- Stáří - Josef Kemr a Michael Kocáb a Libuše Márová - (h: Petr Hapka)
- Stín stíhá stín - Hana Hegerová - (h: Petr Hapka)
- Strážce plamene - František Segrado - (h: Petr Hapka)
- Svatí podél cest - Lenka Nová - (h: Petr Hapka)

## Š
- Šaškové počmáraní
- Šém - Helena Vondráčková - (h: Hellmut Sickel)
- Šťastná hvězda - Helena Vondráčková - (h: Jan Neckář) [8]
- Štěstí je krásná věc - Richard Müller  - (h: Petr Hapka) [2]
- Štvanice - Karel Dobrý - (h: Petr Hapka)

## T
- Tak dobře, ještě chvíli - Szidi Tobias
- Tak to chodí - Ivana Chýlková
- Tante cose da veder - Vojtěch Dyk - (h: Petr Hapka)
- Táta měl rád Máju Westovou - Hana Hegerová - (h: Petr Hapka)
- Tolik běsů, tolik víl - Lucia Šoralová - (h: Petr Hapka)
- Tramtárie - Natálie Kocábová - (h: Hana Robinson)

## U
- Unesený - Lucie Bílá
- Utloukat čas - Petr Hapka
- Úředník vítězí - Václav Neckář - (h: Jan Neckář)

## V
- Vana plná fialek - Hana Hegerová - (h: Petr Hapka)
- Veselo k uzoufání - Tereza Nekudová a František Černý -  (h: František Černý a Karel Holas)
- Velká krádež - Hana Zagorová - (h: Jan Rotter)
- Větroplach - Hana Zagorová - (h: Bohuslav Ondráček)
- Vidoucí, ale neviděná - Jana Kirschner - (h: Petr Hapka)
- V penziónu Svět - Michael Kocáb - (h: Petr Hapka)
- Všechno je, jak má být - Naďa Válová - (h: Ivan Hlas)
- Všechno nejlepší - Hana Hegerová - (h: Petr Hapka)
- V úzkých - Naďa Válová - (h: Petr Hapka)
- Vůně - Hana Hegerová - (h: Petr Hapka)
- Vyposťte fantoma z lahve - Marcel Zmožek - (Jiří Zmožek / Michal Horáček)[9]

## Z
- Závoj tkaný touhami - Szidi Tobias - (Tanita Tikaram / Tanita Tikaram, Michal Horáček)
- Zemětřesení - Hana Zagorová - (h: Vašek Vašák)
- Zemdlené tisíciletí - Richard Müller
- Zpráva, která všechno změní - Hana Robinson - (h: Hana Robinson)
- Z fotky mé mámy kape krev - Petr Hapka - (h: Petr Hapka)

## Ž
- Žít a nechat žít - Hana Hegerová - (h: Petr Hapka)
- Žít jako ve vatě - Václav Neckář - (h: Jan Neckář)
- Živá voda - Hana Zagorová - (h: Jiří Zmožek) [10]